# Isaac de Lartigue
Isaac de Lartigue, mort vers 1627, est un ecclésiastique qui fut abbé de la Roë et agent général du clergé de France

## Biographie
Isaac de Lartigue est issu d'une famille originaire  de Condom, licencié en droit et chanoine du chapitre de Bordeaux, il est soupçonné de « crime de simonie » et doit faire face à la double opposition de Pierre Boyer, prieur de Saint-Raphaël et procureur du cardinal de Sourdis, à sa réception comme archidiacre de Cernés et à celle de son frère Jean de Lartigue à la chanoinie de Saint-André qu'il venait de lui céder
Il devient ensuite  le 16 mai 1604, peut-être sur la résignation de François d'Escoubleau de Sourdis, abbé commendataire de la Roë. Ses bulles sont du 22 décembre 1604, mais dès le 1er juillet 1604, il était à La Roë, nommé et désigné sur l'abbaye ; il prit possession en personne, le 13 mars 1605 ; le 28 mars 1606, il signe une provision à Angers. la même année il est désigné comme agent général du clergé de France par la province ecclésiastique de Bordeaux mais il se démet en faveur de Michel Raoul de La Guibourgère.  Il parait plusieurs fois dans son abbaye de la Roë, le 20 octobre 1614, le 2 et 28 janvier 1617 ; le receveur de l'abbé était Michel Lebeau en 1622. L'abbé vivait encore en 1624. On voit encore son écusson, chargé de 3 coquilles, prieuré de Port-l'Abbé en Étriché, avec l'inscription Ysaac de Lartigue, abbas B.-M. de Rota.